# Bolívar (district)
Pour les articles homonymes, voir Bolívar.

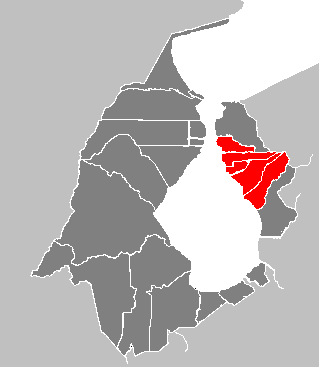
L'ancien distrito de Bolívar (en rouge) dans les limites de l'actuel État de Zulia.

Bolívar est une ancienne circonscription administrative et politique, dite distrito en espagnol ou « district » en français, de l'actuel État de Zulia au Venezuela. 

## Historique
Le district de Bolívar  regroupait les actuelles municipalités de Santa Rita, Cabimas, Simón Bolívar, Lagunillas et Valmore Rodríguez sur la rive orientale du lac de Maracaibo. 
Il est nommé en l'honneur du héros de l'indépendance Simón Bolívar. Née en 1884, cette circonscription a été dissoute lors de la réforme de l'État de 1989. Dotée d'une superficie de 6 477 kilomètres carrés, elle avait pour capitale Santa Rita.